# Uidžongbu
Město Uidžongbu (korejsky 의정부시 – Ŭidžŏngbu si) je město v jihokorejské provincii Kjonggi. K roku 2016 mělo přes 430 tisíc obyvatel.

## Poloha a doprava
Uidžongbu hraničí na západě a na severu s Jangdžu, na severu s Pchočchonem, na východě s Namjangdžu a na jihu se Soulem, hlavním městem celé Jižní Korey.
Do Uidžongbu vedou linka 1 a linka 2 soulského metra.

## Rodáci
- Pe Ki-tche (* 1965), rychlobruslař
- Čegal Song-jol (* 1970), rychlobruslař
- I Kang-sok (* 1985), rychlobruslař

## V populární kultuře
Poblíž města (tehdy vesnice) se odehrával děj seriálu M*A*S*H.